# Athyreacaridae
Famille
Les Athyreacaridae sont une famille d'acariens de l'ordre  des Trombidiformes, de l'infra-ordre des Eleutherengona, de l'hypo-ordre des Heterostigmata et de la super-famille des Trochometridioidea.
On trouve ces espèces sur des scarabées, comme ceux du genre Neoathyreus.

## Liste des genres
Selon GBIF (15 avril 2023) :
- Athyreacarus Lindquist, Kaliszewski & Rack, 1990 - genre type
- Neoathyreacarus Khaustov & Frolov, 2022

## Systématique
La famille des Athyreacaridae a été créée en 1990 par Evert E. Lindquist (d), Marek Kaliszewski (d) et Gisela Rack (d).

## Étymologie
Le nom de la famille des Athyreacaridae est une combinaison basée sur Athyreus, le genre des insectes sur lesquels ont été trouvés ces acariens, complété du suffixe « acaridae ».

## Publication originale
- (en) Evert E. Lindquist, Marek Kaliszewski et Gisela Rack, « Athyreacaridae, a new family of mites (Acari: Heterostigmata) associated with scarab beetles of the genus Neoathyreus (Coleoptera: Scarabaeidae) », Acarologia, Les Amis d'Acarologia (d), vol. 31, no 2,‎ 1990, p. 161–176 (ISSN 0044-586X, 2107-7207 et 0044-586X, OCLC 782068715, lire en ligne).